# El pianista del gueto de Varsovia
El pianista del gueto de Varsovia es un libro de las memorias del músico polaco de origen judío Władysław Szpilman. El libro está escrito en primera persona y en él cuenta como sobrevivió a las deportaciones alemanas de judíos a los campos de exterminio, la destrucción de 1943 del gueto de Varsovia y en 1944 el Alzamiento de Varsovia durante la Segunda Guerra Mundial.
La primera versión de este libro se publicó en Polonia titulado Śmierć miasta (Muerte de una ciudad), publicado por la editorial polaca Wiedza, pero enseguida fue retirado de la circulación por las nuevas autoridades comunistas polacas.
En 1998, el hijo de Szpilman, Andrzej Szpilman, publicó las memorias de su padre, primero en alemán como Das wunderbare Überleben (La milagrosa supervivencia) y luego en inglés como El pianista. Más tarde se publicó en más de 30 idiomas. En 2002, Roman Polanski dirigió una versión para la pantalla, también llamada El pianista, pero Szpilman murió antes de que la película fuera terminada. La película ganaría tres premios de la Academia de las Artes y las Ciencias Cinematográficas de Hollywood como Mejor actor, Mejor director y Mejor Guion Adaptado, Goya a la Mejor Película Europea y la Palma de Oro en el Festival de Cine de Cannes.

## Sinopsis
El compositor, memorialista y superviviente judío, Władysław Szpilman nos relata sus vivencias en el Holocausto mostrándonos sus experiencias y cómo logró huir de la masacre de la Alemania nazi

## Argumento
La vida del pianista Władysław "Władek" Szpilman, un músico polaco de origen judío que sobrevive y escapa del nazismo en Polonia y que más tarde sus memorias serían llevadas al cine.
Szpilman vivía con sus padres ancianos, Samuel y Edwarda, y sus hermanos menores, Regina, Henryk y Halina, en la ciudad de Varsovia.
Szpilman es despertado por su madre anunciandole que la guerra ha empezado, Alemania comienza a entrar a Polonia.
Szpilman siguió tocando en la Emisora Polaca, esquivando ataques de los alemanes, hasta el cierre de la emisora.
Varsovia se rinde ante los alemanes y estos comienzan una exterminación contra los judíos polacos, obligándolos a llevar unos brazaletes con la estrella de David azul para identificarlos, una cantidad limitada de dinero, poco a poco los judíos fueron llevados al gueto de Varsovia en 1940, donde las condiciones eran miserables y los oficiales torturaban, humillaban y despreciaban a los judíos.
Szpilman trabajó en el Café Sztuka (Arte), uno de los mayores cafeterías del gueto, donde ganaba dinero para su familia, pronto el gueto sufrió una epidemia de tifus la cual acabó con varios judíos. Según Szpilman habían muertos envueltos en papel y su madre lo esperaba con un tazón de alcohol para desinfectarse.
El agosto de 1942, la familia Szpilman es llevada al Umschlagplatz para ser deportados al campo de exterminio de Treblinka, varios judíos se preguntan que harán con ellos, unos dicen que serán asesinados, otros cuentan que serán sus esclavos, antes de que Szpilman entre al tren, un policía judío lo rescata de ese terrible destino.
Szpilman quedo asustado e intenta entrar al tren, pero el policía le grita: - ¿Qué demonios estas haciendo? ¡Vete, sálvate! - Szpilman no vuelve a ver a su familia.
Tiempo después, Szpilman es empleado como obrero, se salva muchas veces de ser asesinado a manos de los oficiales alemanes.
Luego se une a la Resistencia polaca donde colabora con otro obrero llamado Mayorek para infiltrar armas al gueto con el riesgo de ser atrapado y asesinado por los alemanes. Antes de una rebelión, Szpilman le pide a Mayorek que contacte a sus amigos, el actor Andrzej Bogucki y con su esposa cantante Janina Godlewska. Mayorek los contacta y le envia la dirección a Szpilman, el cual huye de los alemanes.
Ahí mientras se escondía en el edificio de la pareja, Szpilman presencia el Levantamiento del Gueto de Varsovia donde termina con una decepción porque los alemanes terminan ganando y asesinan a los judíos rebeldes y quedan pocos judíos vivos en el gueto.
Andrzej y Janina son detenidos y un tal Lewicki le comunica esto a Szpilman y le avisa que si entran, que se tire del balcón. Pronto, Szpilman es víctima de un ataque de Varsovia hacia los alemanes donde huye de su escondite y se refugia en otra casa, termina desnutrido y se entrega a su muerte, sin embargo logra aguantar otros días, pero mientras trataba de abrir una lata de pepinos, un oficial alemán lo descubre. Szpilman cree que será su fin después de tanto sufrimiento, sin embargo, el alemán no le dispara.
Después de una conversación, Szpilman le revela que es pianista, el oficial lo lleva a un piano donde le pide que toque algo. Szpilman ejecuta el Nocturno en Do sostenido de Chopin.
El alemán le muestra su admiración y le pide que le lleve a su escondite, al verlo, el alemán se retira. Poco después, los alemanes se ubican en la casa, el oficial le lleva comida a Szpilman durante los proximos días hasta que los soviéticos van acercándose más a Varsovia, el alemán visita a Szpilman una última vez y le regala más comida, un periódico sobre noticias de la guerra y su propio abrigo para el frío.
Szpilman le agradece y le confiesa su nombre, el oficial sonríe y se despide sin saber que sería la última vez que lo vería. La guerra termina y los polacos salen por las calles de la ciudad destruida por la masacre de los alemanes. Szpilman sale apresurado que se olvida del abrigo que tenía puesto, al salir, las personas gritan: - ¡Alemán! ¡Alemán! -.
Según Szpilman, unos soldados, de uniforme que no pudo identificar, le comenzaron a dispara confundiendolo con un nazi. Después de fallar algunos tiros, Szpilman les grita: - ¡Soy polaco! -antes de ser fusilado erroneamente los soldados paran el fuego y le pregunta el porqué usa el abrigo, a lo que Szpilman le responde: - Tengo frío -.
Poco tiempo despues, los Aliados liberan a los judíos y prisioneros de los campos de concentración y capturan a los nazis para llevarlos a campos de prisioneros de guerra. El violinista Zygmunt Lednicki se topa con el oficial alemán que salvó a Szpilman, que le pide que le diga su nombre al pianista para que lo liberen. Lednicki le pregunta su nombre y el oficial alemán grita su nombre mientras un soldado se lo lleva que el violinista no pudo entender.
Lednicki visita a Szpilman y lo lleva al campo de prisioneros, pero llegan tarde ya que todos han sido llevados a sitios desconocidos.
Szpilman se queda pensando en quién sería ese hombre que le salvó la vida y que años después nombraría como "el único ser humano con uniforme alemán que yo conocí".
Después de la historia de Szpilman, le siguen unas partes del diario de Wilm Hosenfeld junto con experiencias y sus pensamientos

## Publicación del libro
Después de la Segunda Guerra Mundial, Władysław Szpilman escribió sus memorias con el título de "śmierć miasta" (muerte de una ciudad), pero fue censurado por el hecho de que después de la guerra, ningún oficial alemán podía ser visto como un héroe. Casi un siglo después, el hijo de Szpilman, Andrzej publicaría la historia de su historia nuevamente la cual hizo que Szpilman tuviera gran fama.

## "El Pianista" de Roman Polanski
En el año 2002, dos años después de la muerte de Szpilman, el director de cine Roman Polanski estrenó la película El Pianista protagonizada por Adrien Brody y Thomas Kretschmann basada en la supervivencia de Szpilman. El propio Polanski fue un superviviente del Holocausto, su madre murió en Auschwitz y su padre fue un superviviente de otro campo de concentración. Polanski había sobrevivido haciéndose pasar por el hijo de diferentes familias. La película fue un gran éxito y Polanski la consideró como "la mejor obra de su vida"